# سوشتیتسا
سوشتیتسا (به صربی: Sveštica) یک منطقهٔ مسکونی در صربستان است که در ایوانئیتسا واقع شده‌است. سوشتیتسا ۱۸٫۷۱ کیلومتر مربع مساحت و ۱٬۲۹۵ نفر جمعیت دارد.